# Anoectomychus pudens
Anoectomychus pudens là một loài bướm đêm trong họ Geometridae.